# Dragona (militar)

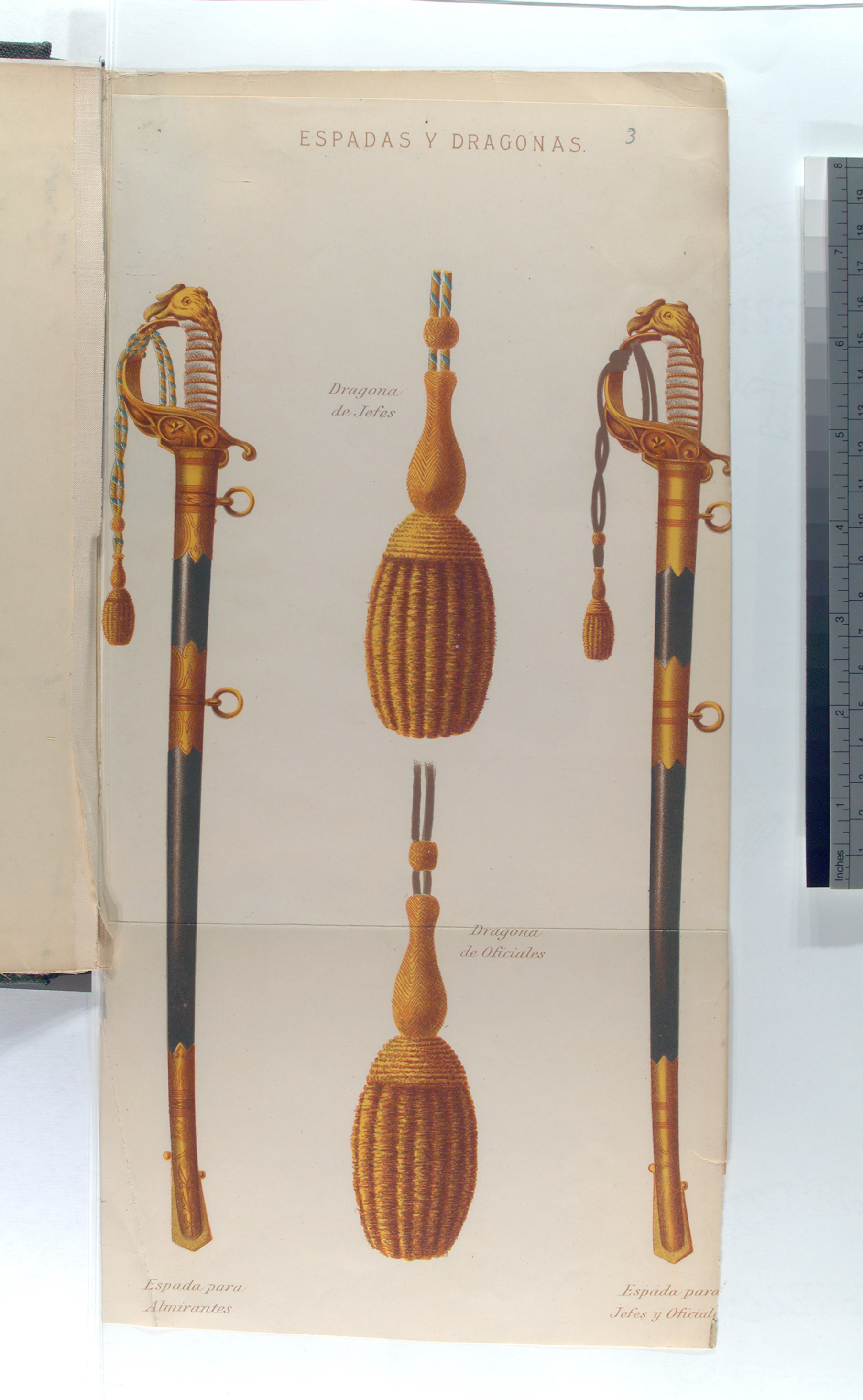
Espadas y dragonas

Se llama dragona al lazo o cordón rematado en una borla que sirve para sostener un arma blanca, generalmente una espada o un sable, a la muñeca del portador; razón por la cual se ajusta un extremo a la empuñadura del arma y la parte del lazo, a la muñeca. Se supone que el lazo es del tamaño suficiente para que pase la cabeza de un hombre, para recordar a quien lo empuñe que más vale morir ahorcado que blandir el arma sin honor. En algunos Ejércitos, aún es preceptivo su uso cuando se porta el sable en formación.
También corresponde este nombre a cierto tipo de adorno militar que se llevaba sobre el uniforme.
Felipe V, al prohibir en 4 de enero de 1728 los bordados del uniforme, deja una sola Dragona de galón de plata. Pero también se llamaba así posteriormente a las charreteras de estambre usadas por los soldados de compañías o cuerpos de preferencia. La real orden de 20 de septiembre de 1844 suprimiendo las jinetas de los sargentos empieza: Desde que en el arma de infantería se adoptó el uso de charreteras de estambre para las compañías de preferencia. Pero en muchas circulares de la dirección de infantería se llaman dragonas, por ejemplo, en la de 16 de septiembre de 1849: siendo bastantes dos pares de dragonas asignadas á las dos casaquillas que el soldado necesita. El Diccionario de la Academia 5 la define como: Señal, divisa comúnmente de oro o plata, que asegurada al hombro cuelga sobre el brazo.
Según Bardin, la dragona se reduce buenamente al cordón del puño de la espada que los oficiales que frecuentaban la corte de Versalles en traje de paisano, adoptaron de hilo de oro como distintivo para no confundirse con el estado civil que llevaba un nudo de cinta. De la corte pasó la moda al ejército y el ministerio la sancionó. Los reglamentos franceses de 1767 y 1779 fijaron los hilos, el tejido, el color. En 1792 se reconoció que era incómoda y que manchaba el calzón blanco, por lo que se guardó la dragona de oro para gala, quedando la de hilo para diario. Pero esta se ensuciaba pronto y, como todo lo blanco fue proscrito, la Dragona decayó. Se levantó con el imperio, pero definitivamente en 1812 quedó suprimida en el ejército francés.